# غابرييلا فيري
غابرييلا فيري (بالإيطالية: Gabriella Ferri)‏ هي مغنية إيطالية، ولدت في 18 سبتمبر 1942 في روما في إيطاليا، وتوفيت في 3 أبريل 2004 في كورتشيانو في إيطاليا بسبب سقوط.

## وصلات خارجية
- الموقع الرسمي
- غابرييلا فيري على موقع IMDb (الإنجليزية)
- غابرييلا فيري على موقع ميوزك برينز (الإنجليزية)
- غابرييلا فيري على موقع أول ميوزيك (الإنجليزية)
- غابرييلا فيري على موقع ديسكوغز (الإنجليزية)
- غابرييلا فيري على موقع كينوبويسك (الروسية)